# Имас, Евгений Викторович
Евгений Викторович Имас (укр. Євгеній Вікторович Імас; 23 ноября 1961, Киев — 30 июня 2024) — ректор Национального университета физического воспитания и спорта Украины (2012—2024). Почётный академик Национальной академии педагогических наук Украины. Доктор экономических наук (2004), кандидат педагогических наук (1997). Заслуженный экономист Украины (1998) и Заслуженный работник физической культуры и спорта Украины (2005). Профессор Московской академии международного бизнеса.

## Биография
Родился 23 ноября 1961 года в Киеве. Окончил Киевский государственный институт физической культуры (1983) и Киевский национальный экономический университет (1998). Мастер спорта по настольному теннису.
Трудовую деятельность начал в 1985 году в детском санатории имени Горького, где работал учителем физкультуры. В следующем году стал заведующим учебной части в ДЮСШ «Политехник», а ещё спустя год — заместителем директора по учебной работе и директором РШВСМ Госкомспорта УССР.
В 1990 году ушёл в бизнес-сферу, став генеральным директором инвестиционно-производственного концерна «Альянс» и председателем совета директоров АКБ «Альянс-Кредит Банк». С 1995 года — председатель совета учредителей СП «Укринтерсахар», созданного при поддержке правительств Германии и Украины.
В 2000 году стал старшим преподавателем кафедры общественных наук в Украинской академии внешней торговли. С 2003 по 2005 год занимал пост первого заместителя председателя Госкомспорта Украины по связям с парламентом.
С 2005 по 2010 год являлся проректором Национального университета физического воспитания и спорта Украины по комплексному развитию и экономическим вопросам. 14 июля 2010 года был назначен заместителем министра аграрной политики Украины, однако спустя две недели Кабинет министров отменил данное решение как нереализованное. В 2010 году занимал пост генерального директора государственного отеля «Спорт», после чего вернулся в университет физвоспитания и спорта, где стал профессором кафедры менеджмента и экономики.
19 июня 2012 года назначен ректором Национального университета физического воспитания и спорта Украины. Входит в Совет ректоров высших учебных заведений киевского региона. С 2015 — главный научный сотрудник лаборатории теоретико-методических основ физического воспитания школьников и молодёжи научно-исследовательского института Национального университета физического воспитания и спорта Украины.
Скончался 30 июня 2024 года в возрасте 62 лет.

## Политическая и общественная деятельность
Являлся председателем комиссии Национального олимпийского комитета Украины «Спорт и окружающая среда», председателем секции по физической культуре и спорту отделения высшего образования Национальной академии педагогических наук Украины, президентом Спортивного студенческого союза Украины. Член Национального олимпийского комитета Украины и президиума Федерации тенниса Украины. Являлся членом наблюдательного совета общественной организации «Украинский теннисный клуб».
С 2007 по 2011 год — президент хоккейного клуба «Сокол» (Киев). Являлся вице-президентом Федерации хоккея Украины (с 2007 года). С 2015 года — президент баскетбольного клуба «Инфиз-Баскет».
Трижды баллотировался в Верховную раду Украины: как самовыдвеженец в 1998 году, от блока партий «Демократическая партия Украины — партия „Демократический союз“» в 2002 году и от Народного блока Литвина в 2006 году. Являлся членом партий «Демократический союз» и Народной партии Украины.
На платной основе был помощником народных депутатов — Екатерины Самойлик (VI созыв), Игоря Еремеева (VII созыв), Виктора Кривенко (VIII созыв) и Юрия Павленко (IX созыв).

## Состояние
По состоянию на 2019 год занял второе место в списке самых богатых ректоров киевских вузов.

## Награды и звания
- Заслуженный экономист Украины (1998)[1]
- Почётная грамота Кабинета министров Украины (2000)[1]
- Орден «За заслуги» III степени (2003)[1]
- Почётная грамота Верховной рады Украины (2004)[1]
- Заслуженный работник физической культуры и спорта Украины (2005)[1]
- Орден «За заслуги» II степени (2008)[1]
- Орден «За заслуги» I степени (2018)[1]
- Медаль Академии педагогических наук Украины «Ушинский К. Д.»[3]
- Медаль Академии педагогических наук Украины «Григорий Сковорода»[3]